# Nano (kryptoměna)

Logo Nano Foundation, dříve užívané také pro nano samotné

Nano (XNO, dříve NANO), dříve RaiBlocks (XRB), je decentralizovaná P2P open-source kryptoměna založená na architektuře orientovaného acyklického grafu (DAG). Transakce uskutečněné jejím prostřednictvím nepodléhají žádným transakčním poplatkům a k jejich úplnému potvrzení obvykle dochází v méně než sekundovém časovém horizontu. Funkčnost Nana není na rozdíl od jiných kryptoměn závislá na jakýchkoliv prostřednících, a to díky distribuovanému ledgeru s block-lattice datovou strukturou.
Autorem této kryptoměny je Colin LeMahieu, který ji v říjnu 2015 zveřejnil jako jedno z možných řešení problému škálovatelnosti blockchainu.
Zdrojový kód Nana je uvolněn pod otevřenou FreeBSD licencí.